# Popis osnovnih vrsta lasera
Ovo je popis osnovnih vrsta lasera, njihova valna duljina i njihova primjena. Poznato je nekoliko tisuća vrsta lasera, ali većina se koristi samo u istraživačke svrhe.

## Plinski laseri
| Laserski medij i vrsta             | Radna duljina vala | Laserska pumpa                                                                 | Primjena |
| ---------------------------------- | --- | ------------------------------------------------------------------------------ | --- |
| He-Ne laser (Helij-neon laser      | 632,8 nm (543,5 nm, 593,9 nm, 611,8 nm, 1152,3 nm, 1520 nm, 3391,3 nm)                                                                                | Električno pražnjenje naboja                                                   | interferometrija, holografija, spektroskopija, skeniranje crtičnog koda, poravnanje, optička demonstracija.                                                                     |
| argonski laser                     | 454,6 nm, 488,0 nm, 514,5 nm (351 nm, 363,8, 457,9 nm, 465,8 nm, 476,5 nm, 472,7 nm, 528,7 nm, isto dupliranje frekvencije da ostvari 244 nm, 257 nm) | električno pražnjenje naboja                                                   | fototerapija mrežnice oka (za dijabetes), litografija, konfokalna mikroskopija (uvećanje slike), spektroskopija, laserska pumpa za ostale lasere.                               |
| kriptonski laser                   | 416 nm, 530,9 nm, 568,2 nm, 647,1 nm, 676,4 nm, 752,5 nm, 799,3 nm                                                                                    | električno pražnjenje naboja                                                   | znanstvena istraživanja, miješa se s argonom da stvori laser s "bijelim svjetlom", svjetlosni prikazi.                                                                          |
| Ksenon-ion laser                   | Mnogo crtâ u vidljivom dijelu spektra, i ide u UV i IR područje.                                                                                      | električno pražnjenje naboja                                                   | znanstvena istraživanja |
| dušikov laser                      | 337,1 nm | električno pražnjenje naboja                                                   | za lasersko pumpanje lasera s bojilima, mjerenje zagađenosti zraka, znanstvena istraživanja. Dušikov laser može raditi bez optičkog rezonatora. Amaterska laserska konstrukcija |
| CO2 laser (ugljikov dioksid laser) | 10 600 nm, (9 400 nm) | poprječno (velika snaga) ili uzdužno (mala snaga) električno pražnjenje naboja | obrada materijala (rezanje, zavarivanje, itd.), kirurgija. |
| CO laser (ugljikov monoksid laser) | 2 600 do 4 000 nm, 4 800 do 8 300 nm | električno pražnjenje naboja                                                   | obrada materijala (graviranje, zavarivanje, itd.), fotoakoustička spektroskopija.                                                                                               |
| ekscimer laser                     | 193 nm (ArF), 248 nm (KrF), 308 nm (XeCl), 353 nm (XeF)                                                                                               | ekscimer rekombinacija preko električno pražnjenje naboja                      | UV litografija za proizvodnju poluvodiča, laserska kirurgija, LASIK. |

## Kemijski laseri
| Laserski medij i vrsta                | Radna duljina vala                                                  | Laserska pumpa | Primjena |
| ------------------------------------- | ------------------------------------------------------------------- | --- | --- |
| HF laser (vodik - fluorid laser)      | 2 700 do 2 900 nm za vodik - fluorid (<80% atmosferske prozirnosti) | kemijska reakcija u gorućem mlazu etilena i dušikovog trifluorida (NF3)                                                                                   | Korišteno u istraživanju za lasersko oružje u SAD (Ministarstvo obrane), radi u modu kontinuiranog vala, može imati snagu nekoliko MW.  |
| DF laser (deuterij - fluorid laser)   | ~3800 nm (3 600 do 4 200 nm) (~90% atmosferske prozirnosti)         | kemijska reakcija | korišteno u istraživanju za lasersko oružje u SAD (Mornarica)                                                                           |
| COIL laser (kemijski kisik-jod laser) | 1 315 nm (<70% atmosferske prozirnosti)                             | kemijska reakcija u mlazu monokisika i joda | Lasersko oružje, znanstvena istraživanja, laser korišten u vojnom avionu, radi u modu kontinuiranog vala, može imati snagu nekoliko MW. |
| agil laser (sve plinske faze joda)    | 1 315 nm (<70% atmosferske prozirnosti)                             | Kemijska reakcija atoma klora s plinovima dušične kiseline HN3, rezultira u pobuđenim molekulama dušičnog klorida NCl3, koji prenosi snagu na atome joda. | Znanstvena istraživanja, lasersko oružje u avionima.                                                                                    |

## Laseri s bojilima
| Laserski medij i vrsta | Radna duljina vala                                                                       | Laserska pumpa            | Primjena |
| ---------------------- | ---------------------------------------------------------------------------------------- | ------------------------- | --- |
| laseri s bojilima      | 390-435 nm (stilben), 460-515 nm (koumarin 102), 570-640 nm (rodamin 6G), i puno ostalih | drugi laseri, bljeskalica | Znanstvena istraživanja, laserska medicina, spektroskopija, za odstranjenje madeža, odvajanje radioaktivnih izotopa. Raspon podešavanja lasera ovisi koje se bojilo koristi. |

## Laseri s parama metala
| Laserski medij i vrsta                       | Radna duljina vala                              | Laserska pumpa                                                                         | Primjena                                                                                      |
| -------------------------------------------- | ----------------------------------------------- | -------------------------------------------------------------------------------------- | --------------------------------------------------------------------------------------------- |
| HeCd laser s metalnim parama (helij-kadmij)  | 441.563 nm, 325 nm                              | električno pražnjenje naboja u metalnim parama, pomiješano s privremenim plinom helija | ispisivanje i slaganje, fluorescentno otkrivanje ispravnih novčanica, znanstvena istraživanja |
| HeHg laser s metalnim parama (helij-živa)    | 567 nm, 615 nm                                  | električno pražnjenje naboja u metalnim parama, pomiješano s privremenim plinom helija | rijetko, znanstvena istraživanja, amaterske konstrukcije                                      |
| HeSe laser s metalnim parama (helij-selenij) | do 24 valne duljine između crvene i UV zračenja | električno pražnjenje naboja u metalnim parama, pomiješano s privremenim plinom helija | rijetko, znanstvena istraživanja, amaterske konstrukcije                                      |
| HeAg laser s metalnim parama (helij-srebro)  | 224,3 nm                                        | električno pražnjenje naboja u metalnim parama, pomiješano s privremenim plinom helija | znanstvena istraživanja                                                                       |
| Sr laser s metalnim parama (stroncij)        | 430,5 nm                                        | električno pražnjenje naboja u metalnim parama, pomiješano s privremenim plinom helija | znanstvena istraživanja                                                                       |
| NeCu laser s metalnim parama (neon-bakar)    | 248,6 nm                                        | električno pražnjenje naboja u metalnim parama, pomiješano s privremenim plinom neona  | znanstvena istraživanja                                                                       |
| Cu laser s metalnim parama (bakar)           | 510,6 nm, 578,2 nm                              | električno pražnjenje naboja                                                           | dermatološka uporaba, fotografija velikih brzina, laserska pumpa za lasere s bojilima         |
| Au laser s metalnim parama (zlato)           | 627 nm                                          | električno pražnjenje naboja                                                           | rijetko, dermatološka uporaba i fotodinamička terapija                                        |

## Laseri s čvrstom jezgrom
| Laserski medij i vrsta                                                 | Radna duljina vala                                        | Laserska pumpa | Primjena |
| ---------------------------------------------------------------------- | --------------------------------------------------------- | --- | --- |
| rubin laser                                                            | 694,3 nm                                                  | bljeskalica | holografija, za odstranjenje tetoviranja; prvi laser koji je otkriven; svibanj,1960. |
| Nd:YAG laser                                                           | 1 064 nm, (1 320 nm)                                      | bljeskalica, laserska dioda                                                                                         | Obrada metala, mjerenje udaljenosti, oznaka laserskog nišana, kirurgija, znanstvena istraživanja, laserska pumpa za ostale lasere (kombinirano s frekventnim dupliranjem da se dobije zelena zraka 532 nm). Jedan od najkorištenijih lasera velike snage. Obično s impulsima (do dijela nanosekunde).                   |
| Er:YAG laser                                                           | 2 940 nm                                                  | bljeskalica, laserska dioda                                                                                         | stomatologija - preparacija kaviteta, uklanjanje zubnog kamenca, prevencija karijesa, desenzibilizacija zubnih vratova |
| Nd:YLF laser                                                           | 1 047 and 1 053 nm                                        | bljeskalica, laserska dioda                                                                                         | uglavnom se koristi kao impulsna laserska pumpa za Ti-safir laser, kombinirano s dupliranjem frekvencije |
| Nd:YVO4 laser                                                          | 1 064 nm                                                  | laserska dioda | Uglavnom se rabi za kontinuirano lasersko pumpanje Ti:safir ili lasera s bojilima, kombinirano s dupliranjem frekvencije. Impulsni laser se koristi za označavanje i mikro strojnu obradu. Dupliranjem frekvencije Nd:YVO4 lasera je normalan način za zeleni laserski pokazivač.                                       |
| Nd:YCOB                                                                | ~1 060 nm (~530 nm s dupliranjem frekvencije)             | laserska dioda | Nd:YCOB je takozvani "samoduplirajući frekventni" laserski medij, može raditi s obje frekvencije. Takvi laserski mediji pojednostavljuju konstrukciju visokosjajnog zelenog lasera. |
| Nd:staklo laser                                                        | ~1 062 nm (silikatno staklo), ~1 054 nm (fosfatno staklo) | bljeskalica, laserska dioda                                                                                         | Koriste se ekstremno velike snage (reda veličine 1012 W). Nd:staklo je obično za trostruko veće frekvencije kod 351 nm, za lasersku nuklearnu fuziju. |
| Ti:safir laser                                                         | 650-1100 nm                                               | Drugi laseri | Spektroskopija, Lidar laser (za udaljeno mjerenje), znanstvena istraživanja. Taj laserski materijal je veliku mogućnost podešavanja i pojačanja kod vrlo kratkih impulsa. |
| Tm:YAG laser                                                           | 2 000 nm                                                  | laserska dioda | Lidar laser (za udaljeno mjerenje) |
| Yb:YAG laser                                                           | 1 030 nm                                                  | laserska dioda, bljeskalica                                                                                         | lasersko hlađenje, obrada materijala, veoma kratki impulsi, multifotonska mikroskopija, Lidar laser (za udaljeno mjerenje) |
| Yb:2O3 laser (staklo ili keramika)                                     | 1 030 nm                                                  | laserska dioda | veoma kratki impulsi, |
| Yb kao primjesa - stakleni laser (šipka, ploča/čip, i vlakno)          | 1 000 nm                                                  | laserska dioda | Vlakno može stvoriti nekoliko kW kontinuirane snage, sa ~70-80% optički/optički i ~25% električni/optički stupanj efikasnosti. Obrada materijala: rezanje, zavarivanje, označavanje; nelinearno optičko vlakno: široko pojasno - nelinearni izvor, laserska pumpa za Raman laser; Ramanovo pojačalo za telekomunikacije |
| Ho:YAG laser                                                           | 2 100 nm                                                  | laserska dioda | odstranjenje tkiva, odstranjenje bubrežnih kamenaca, stomatologija |
| Ce:LiSAF ili Ce:LiCAF laser                                            | ~280 to 316 nm                                            | četverostruka frekvencija Nd:YAG laserske pumpe, ekscimer laserska pumpa, Cu laser s metalnim parama laserska pumpa | udaljeno mjerenje atmosfere, Lidar laser (za udaljeno mjerenje) |
| 147Pm+3:staklo) čvrsti laser (Prometij-147 primjese u fosfatnom staklu | 933 nm, 1098 nm                                           | ?? | Laserski materijal je radioaktivan. Jednom pokus u LLNL labaratoriju 1987. godine. |
| Cr:krisoberilu (aleksandrit) laser                                     | obično ga se namješta u pojasu od 700 to 820 nm           | bljeskalica, laserska dioda, živin električni luk, mod s kontuiranim valovima                                       | stomatologija, Lidar laser (za udaljeno mjerenje), laserska obrada materijala |
| Er+Er-Yb stakleni laser                                                | 1 530-1 560 nm                                            | laserska dioda | Radi se u šipkama, ploča/čip, i optičko vlakno. Vlakna s primjesama erbija se rabe kao optička pojačala za telekomunikacije. |
| U:CaF2 čvrsti laser (trovalentni uranij)                               | 2,5 μm                                                    | bljeskalica | Prvi laser s 4 nivoa (studenoga 1960. godine), razvili su P. P. Sorokin i Mirek Stevenson u IBM labaratoriju, drugi laser ukupno otkriven. Hladi se tekućim helijem. Danas se ne koristi |
| Sm:CaF2 laser (dvovalentni samarij)                                    | 708,5 nm                                                  | bljeskalica | Otkrili su ga Peter Sorokin i Mirek Stevenson u IBM labaratoriju, 1961 godine. Hladi se tekućim helijem. Danas se ne koristi |
| F-Centar laser (F - boja)                                              | 2 300 - 3 300 nm                                          | ionski laser | spektroskopija |

## Poluvodički laseri
| Laserski medij i vrsta                           | Radna duljina vala                           | Laserska pumpa    | Primjena |
| ------------------------------------------------ | -------------------------------------------- | ----------------- | --- |
| poluvodička laserska dioda (osnovne informacije) | 0,4-20 μm, ovisi o aktivnom materijalu       | električna struja | telekomunikacije, holografija, laserski pisač, oružje, obrada materijala, zavarivanje, laserska pumpa za ostale lasere                                                                         |
| GaN laser                                        | 400 nm                                       | električna struja | optički disk |
| AlGaInP laser, AlGaAs laser                      | 630 - 900 nm                                 | električna struja | optički disk, laserski pokazivač, komunikacije podacima. 780 nm CD Kompaktni disk glava je najčešći tip lasera u svijetu; laserska pumpa za lasere s čvrstom jezgrom, strojna obrada, medicina |
| InGaAsP laser                                    | 1 000 - 2 100 nm                             | električna struja | telekomunikacije, laserska pumpa za lasere s čvrstom jezgrom, strojna obrada, medicina. |
| laser s olovnim solima                           | 3 000 - 20 000 nm                            | električna struja | |
| VCSEL laser (okomito emitirajući laser)          | 850 - 1500 nm, ovisno o materijalu           | električna struja | telekomunikacije |
| kvantni kaskadni laser                           | srednje - infracrveni do jarko - infracrveni | električna struja | znanstveno istraživanje |
| hibridno silikatni laser                         | srednje - infracrveni                        | električna struja | znanstveno istraživanje |

## Ostale vrste lasera
| Laserski medij i vrsta          | Radna duljina vala                                                                    | Laserska pumpa                                               | Primjena                                                                     |
| ------------------------------- | ------------------------------------------------------------------------------------- | ------------------------------------------------------------ | ---------------------------------------------------------------------------- |
| laseri sa slobodnim elektronima | širokopojasni raspon valnih dužina (0.1 nm - nekoliko mm)                             | relativna elektronska zraka                                  | istraživanje zemljine atmosfere, znanost o materijalima, primjena u medicini |
| plinsko dinamički laser         | nekoliko linija oko 10 500 nm; ostale frekvencije moguće s drugim mješavinama plinova | adijabatska ekspanzija mješavine dušika i ugljičnog dioksida | vojna primjena                                                               |
| "nikal"-samarij laser           | X-zrake sa 7,3 nm-skom valnom duljinom                                                | jako vruća samarijeva plazma stvorena s "vulkan" laserom     | prvi pokus s efikasno zasićenom operacijom na sub–10 nm X-zrake laser        |
| raman laser                     | 1 000 -2 000 nm za verziju s vlaknom                                                  | ostali laseri, uglavnom Yb-staklo laser                      | kompletno 1 000 -2 000 nm pokrivanje                                         |
| nuklearno pumpan laser          | kao plinski laseri                                                                    | nuklearna fisija                                             | istraživanje                                                                 |

## Poveznice:
- građa lasera